# Geotrygon leucometopia
Geotrygon leucometopia là một loài chim trong họ Columbidae.